# Tăng áp phổi tồn tại sơ sinh
Tăng áp phổi tồn tại sơ sinh (TAPSS) do phá vỡ sự chuyển tiếp tuần hoàn bình thường từ thai sang giai đoạn sơ sinh. Rối loạn đặc trưng bởi sự tăng liên tục sự đề kháng mạch máu phổi lúc sinh. Những bệnh nhân bị TAPSS sống có nguy cơ bị các di chứng nặng như bệnh phổi mạn tính, tàn tật phát triển thần kinh, tổn thương thính lực và tổn thương não. Sự tiến bộ trong sử dụng máy thở, điều trị bằng oxide nitric hít và oxy hóa màng ngoài cơ thể (ECMO) đã cứu nhiều bệnh nhân bị TAPSS sống sót.
Sự chuyển tiếp tuần hoàn chu sinh. Sự chuyển tiếp tuần hoàn chu sinh bình thường được đặc trưng bởi sự giảm nhanh chóng sự đề kháng mạch máu phổi kèm với nhịp thở đầu tiên và tăng đáng kể sự đề kháng mạch máu toàn thân sau khi kẹp dây rốn. Các chất trung gian thể dịch được giải phóng đáp ứng sự tăng nồng độ oxy động mạch và pH gây giãn mạch tuần hoàn phổi và co thắt ống động mạch. Các sự kiện này tăng sức đề kháng mạch máu toàn thân tương đối so với sự đề kháng mạch máu phổi và gây đóng chức năng lỗ bầu dục và thay đổi sự tuần hoàn phổi và toàn thân. Sinh lý của TAPSS giống tuần hoàn thai trong đó sự đề kháng mạch máu phổi lớn hơn sự đề kháng mạch máu toàn thân và shunt huyết động phải-trái qua lỗ bầu dục và/hoặc ống động mạch. Trước khi sinh, dạng tuần hoàn này có kết quả cung cấp máu được oxy hóa cho toàn thân từ tuần hoàn nhau; đời sống sau sinh gây giảm tưới máu phổi và giảm oxy máu toàn thân.

## Dịch tễ TAPSS
Xảy ra tỷ lệ 1 đến 2 trường hợp trong 1000 trường hợp sinh ra sống và phổ biến nhất trong những trẻ sơ sinh đủ tháng và già tháng. Các yếu tố nguy cơ chu sinh được báo cáo có liên quan đến TAPSS bao gồm dịch ối nhuộm phân su và những bệnh của mẹ như sốt, thiếu máu và bệnh phổi. Các nghiên cứu bệnh-chứng các yếu tố nguy cơ của TAPSS đã chứng tỏ có sự kết hợp giữa TAPSS và một số yếu tố trước sinh bao gồm mẹ bị đái tháo đường, nhiễm trùng đường tiểu trong lúc mang thai, sử dụng thuốc ức chế tái hấp thu serotonin chọn lọc (SSRIs), aspirin và thuốc kháng viêm không steroid trong lúc mang thai. Mặc dù những cơ chế sinh bệnh học trước sinh vẫn còn chưa rõ ràng, có nhiều bệnh lý cho sinh và sơ sinh có liên quan đến TAPSS.

### Ngạt trong tử cung hay chu sinh
là chẩn đoán thường gặp nhất. Stress thai kéo dài và giảm oxy máu có thể gây tái cấu trúc và tạo hệ cơ bất thường của những động mạch phổi nhỏ nhất. Ngạt lúc sinh cấp cũng gây giải phóng các yếu tố thể dịch gây co mạch và ức chế các chất giãn mạch, có thể góp phần gây co mạch phổi.

### Bệnh nhu mô phổi
bao gồm thiếu surfactant, viêm phổi và các hội chứng hít như hít phân su gây tăng áp phổi do thiếu oxy máu. Trong hầu hết các trường hợp như vậy, tăng áp phổi cuối cùng hồi phục, cho thấy do sự co mạch; tuy nhiên, ngay cả TAPSS hồi phục, người ta không thể loại trừ sự tái cấu trúc mạch máu phổi đặc trưng. Nguy cơ tăng áp dường như lớn hơn khi thai có tuổi thai lớn hơn, mặc dù TAPSS đã được báo cáo ở những trẻ đẻ non, đặc biệt những trẻ đẻ non chậm phát triển trong tử cung.

### Bất thường sự phát triển phổi
kết hợp các dạng cấu trúc khác nhau của TAPSS bao gồm loạn sản mao mạch phế nang, thoát vị hoành bẩm sinh và các dạng giảm sản nhu mô phổi khác nhau.

### Rối loạn chức năng cơ tim
viêm cơ tim, co thắt ống động mạch trong tử cung và nhiều dạng tim bẩm sinh khác nhau, bao gồm các tổn thương tắc nghẽn bên trái và bên phải dẫn đến tăng áp phổi.

### Viêm phổi và/hoặc nhiễm trùng huyết do vi khuẩn hoặc do virus có thể bắt đầu TAPSS
Các cơ chế sinh lý bệnh đã góp phần tăng áp phổi trong bối cảnh lâm sàng này bao gồm ức chế sự sản xuất oxide nitric (NO), ức chế cơ tim qua trung gian endotoxin và co mạch phổi kết hợp với giải phóng các thromboxane và các leukotriene.

### Mặc dù sự tái phát TAPSS gia đình không phổ biến, tố bẩm di truyền có lẽ ảnh hưởng nguy cơ TAPSS
Những bệnh nhân bị TAPSS có nồng độ arginin và các chất chuyển hóa NO trong huyết tương thấp và có nhiều khả năng đa hình thái hơn tại vị trí 1,405 của gen carbamoyl-phosphate synthetase. Mặc dù không có tính đa hình đặc hiệu nào của gen NO synthase đã được báo cáo có liên quan, sự giải phóng nitric oxide synthase nội mô giảm (eNOS) đã thể hiện trong số những bệnh nhân bị TAPSS.

## Bệnh học và sinh lý bệnh

### Tái cấu trúc mạch máu phổi
là đặc trưng bệnh của TAPSS đã được báo cáo trong số những bệnh nhân bị TAPSS bị tử vong. Sự phân bố hệ cơ bất thường của các động mạch phế nang không có cơ bình thường, tăng lớp áo giữa của các động mạch cơ lớn, gây giảm diện tích thiết diện ngang của giường mao mạch phổi và tăng sự đề kháng mao mạch phổi. Các cơ chế dẫn đến tái cấu trúc mạch máu như vậy đang được nghiên cứu. Một kích thích có thể tái cấu trúc mạch máu phổi là giảm oxy máu thai. Các yếu tố phát triển thể dịch được các tế bào nội mô tổn thương vì thiếu oxy giải phóng thúc đẩy sự co mạch và phát triển quá mức của lớp áo giữa cơ. Các xét nghiệm và dữ liệu lâm sàng hạn chế cho thấy sự thay đổi mạch máu cũng có thể xảy ra sau khi thai phơi nhiễm với các thuốc kháng viêm không steroid, gây co thắt ống động mạch thai và tăng tuần hoàn phổi thai phối hợp.

### Giảm sản phổi
ảnh hưởng sự phát triển phế nang và các tiểu động mạch phổi. Bệnh có thể là một bất thường đơn độc hoặc kết hợp thoát vị hoành bẩm sinh, hội chứng thiểu ối, không có thận (hội chứng Potter) hoặc tái cấu trúc hoặc co thắt mạch của thai bị tổn thương.

### Sự co mạch phổi
có thể hồi phục là cơ chế sinh lý bệnh có thể xảy ra ở những bệnh nhân bị TAPSS còn sống. Quá trình bệnh lý, các tình trạng kèm theo và sự trưởng thành của bệnh nhân dường như ảnh hưởng đến đáp ứng sinh lý bệnh. Giảm oxy máu gây co mạch phổi mạnh và pản ứng này làm trầm trọng thêm tình trạng nhiễm acid máu. Mỗi chất kích hoạt mạch thần kinh và thể dịch có thể góp phần sinh bệnh của TAPSS, phản ứng sự giảm oxy máu hoặc cả hai. Các chất này bao gồm các yếu tố kết hợp với hoạt hóa tiểu cầu và sự sản xuất các chất chuyển hóa acid arachidonic. Ức chế NO nội sinh, prostacyclin hoặc sự sản xuất bradykinin và giải phóng các thromboxane (A2 và các chất chuyển hóa, B2) và các leukotriene (C4 và D4) dường như làm trung gian sự đề kháng mạch máu phổi tăng gặp trong nhiễm trùng huyết và/hoặc giảm oxy máu.

### Rối loạn chức năng cơ tim
có sự đề kháng mạch máu phổi tăng
1.	Rối loạn chức năng thất phải có thể gây đóng ống động mạch trong tử cung, gây huyết động thai thay đổi, tăng áp phổi sau sinh, suy thất phải và shunt phải-trái tầng nhĩ. Suy thất phải gây thư giãn tâm trương thay đổi có thể gây shunt nhĩ phải-trái ngay cả khi không có sự đề kháng mạch máu phổi tăng.
2.	Rối loạn chức năng thất trái gây tăng áp tĩnh mạch phổi và tăng áp động mạch phổi thứ phát, góp phần tạo shunt huyết động phải-trái qua ống động mạch. Điều trị dạng tăng áp phổi này đòi hỏi tiếp cận cải thiện chức năng thất trái hơn là đơn giản chỉ làm giảm sự đề kháng mạch máu phổi.

### Các yếu tố cơ học ảnh hưởng sự đề kháng mạch máu phổi
bao gồm cung lượng tim và độ nhớt máu. Cung lượng tim thấp làm hồi phục ít hơn các kênh tiểu động mạch phổi và tăng sự đề kháng mạch máu phổi bằng cơ chế này cũng như tác dụng ban đầu làm giảm nồng độ oxy tĩnh mạch trộn. Tăng độ nhớt, kết hợp với đa hồng cầu, làm giảm sự tưới máu hệ mạch máu nhỏ phổi.

## Chẩn đoán
Cần phải nghĩ đến TAPSS khi đánh giá trẻ sơ sinh bị tím.
A. Trong các trường hợp nghi ngờ TAPSS, các chẩn đoán khác phổ biến nhất là bệnh nhu mô phổi nặng không có biến chứng, nhiễm trùng huyết và bệnh tim bẩm sinh.
B. Khám thực thể một bệnh nhân bị TAPSS nói chung thấy rõ ràng nhất bằng chứng của tím và bệnh nặng cùng với các dấu hiệu của bất kỳ các chẩn đoán kết hợp. Trong các trẻ bị TAPSS, khám tim có thể chú ý tim đập mạnh, tiếng tim thứ hai mạnh đơn độc hoặc tách đôi ít và/hoặc tiếng thổi tâm thu do hở van ba lá.
C. Độ chênh oxy hóa giữa các giá trị khí máu đồng thời trước ống (chi trên phải hoặc đầu) và sau ống (chi dưới hoặc bụng) hoặc đo bão hòa oxy qua da cho thấy có shunt huyết động phải-trái qua ống động mạch. Sự khác biệt 10% hoặc lớn hơn giá trị trước/sau ống khi không có bệnh tim cấu trúc gợi ý TAPSS. Một số nhỏ bệnh nhân bị TAPSS có shunt huyết động chỉ ở nang mức lỗ bầu dục. Tuy nhiên, không có shunt qua ống động mạch không loại trừ tăng áp phổi kết hợp với shunt huyết động phải-trái nhĩ đơn độc, vì một số nhỏ bệnh nhân bị TAPSS có shunt huyết động chỉ ở tầng lỗ bầu dục.
D. X quang ngực thường biểu hiện bình thường hoặc cho thấy bệnh nhu mô phổi kết hợp. Bóng tim tuyến ức thường bình thường; lưu lượng máu lên phổi bình thường hoặc giảm.
E. Điện tâm đồ (ECG) thường thấy ưu thế thất phải. Ít phổ biến hơn, ECG phát hiện thiếu máu cục bộ hoặc nhồi máu cơ tim
F. Cần thực hiện siêu âm tim cho tất cả bệnh nhân nghi ngờ TAPSS để đánh giá shunt huyết động và chức năng thất cũng như loại trừ bệnh tim bẩm sinh có tím. Khám Doppler màu là kỹ thuật có ích để đánh giá sự hiện diện shunt trong tim hoặc ống động mạch. Các dấu chỉ điểm siêu âm tim, như là vách thất dẹt hoặc phồng về phía trái, gợi ý tăng áp phổi. Có thể ước lượng áp lực động mạch phổi bằng cách sử dụng Doppler liên tục để đo vận tốc dòng hở van ba lá, nếu có.
G. Cần xem xét các chẩn đoán khác. Một số bệnh có kết hợp tăng áp phổi thứ phát, bị chẩn đoán nhầm TAPSS. Do đó, điều quan trọng khi đánh giá một bệnh nhân được xem như bị TAPSS, cần phải cố gắng loại trừ một số bệnh sau:
1. Các bất thường cấu trúc tim mạch kết hợp shunt phải-trái qua ống động mạch hoặc qua nhĩ bao gồm các bệnh sau:
a. Tắc nghẽn hồi lưu tĩnh mạch phổi: hồi lưu tĩnh mạch phổi bất thường toàn bộ dưới cơ hoành, tim trái giảm sản, tim ba buồng nhĩ, hẹp van hai lá bẩm sinh
b. Bệnh cơ tim: xơ chun nội tâm mạc, bệnh Pomp
c. Tắt nghẽn đường thoát thất trái: hẹp động mạch chủ nặng, hẹp trên van động mạch chủ, cung động mạch chủ gián đoạn, hẹp eo động mạch chủ
d. Shunt trái-phải: khiếm khuyết gối nội mạc, bất thường động tĩnh mạch, thân chung động mạch, dò động tĩnh mạch vành.
e. Các bệnh phức tạp: bệnh Ebstein, hoán vị đại động mạch

### Rối loạn chức năng thất trái hoặc thất phải
kèm shunt huyết động phải-trái. Rối loạn chức năng thất trái, do thiếu máu cục bộ hoặc tắc nghẽn do bệnh cơ tim thất trái hoặc do tắc nghẽn đường thoát thất trái, có thể biểu hiện bởi còn ống động mạch có shunt phải-trái. Rối loạn chức năng thất phải có kết hợp shunt nhĩ phải-trái do thư giãn tâm trương giảm và áp lực cuối tâm trương tăng. Những chẩn đoán này cần phải phân biệt với TAPSS tự phát do tái cấu trúc mạch máu hoặc co mạch máu phổi.
H. Các dấu hiệu thiên về vệnh tim bẩm sinh có tím so với TAPSS bao gồm tim lớn, mạch yếu, vùng trước tim tăng động, khác biệt mạch giữa các chi trên và dưới, tiếng thổi độ 3+ và tồn tại áp lực oxy động mạch trước ống và sau ống < 40 mm Hg.

## ĐIỀU TRỊ
Trẻ bị TAPSS là một cấp cứu nội khoa cần can thiệp thích hợp, kịp thời để hồi phục tình trạng giảm oxy máu, cải thiện sự tưới máu phổi và toàn thân và giảm thiểu tổn thương cơ quan đích do thiếu máu cục bộ-thiếu oxy. Hỗ trợ hô hấp đầy đủ mang lại oxy máu bình thường và cân bằng acid base tạo thuận lợi cho sự chuyển tiếp tuần hoàn chu sinh bình thường.
A. Cung cấp oxy. Giảm oxy máu là một tác nhân gây co mạch phổi rất mạnh. Do đó, bổ sung oxy là một điều trị quan trọng nhất để làm giảm sự đề kháng mạch máu phổi tăng bất thường. Khi có giảm oxy máu, cần chỉ định bổ sung oxy đầy đủ cho trẻ sơ sinh đủ tháng để duy trì bão hòa oxy sau ống >95% và cần theo dõi bão hòa oxy không xâm nhập trước và sau ống. Cũng cần đánh giá hiệu quả của liệu pháp oxy bằng cách phân tích khí máu động mạch sau ống. Cần thiết lập đường động mạch để theo dõi khí máu và huyết áp nếu trẻ không có cải thiện kịp thời.
B. Đặt nội khí quản và thông khí cơ học. Bắt đầu hỗ trợ hô hấp cơ học khi giảm oxy máu kéo dài cho dù chỉ định oxy tối đa, Pao2 còn thấp cho dù đã thở oxy 100% và/hoặc suy hô hấp biểu hiện bởi tăng CO2 máu và nhiễm toan. Duy trì oxy đầy đủ cho đến khi ổn định 12-24 giờ để duy trì bão hòa oxy trên 95%, Paco2 35-45 mm Hg và pH 7,35-7,45.
1. Nếu bệnh nhân có bất thường nhu mô phổi cần phải chọn chiến lược điều trị hô hấp đặc hiệu.
a. Khi không có bệnh lý phế nang, áp lực trong lồng ngực cao có thể cản trở cung lượng tim và làm tăng sự đề kháng mạch máu phổi.Để hỗ trợ hô hấp cho nhóm bệnh nhân này, chúng tôi khuyến cáo chiến thuật thông khí cơ học nhanh, áp lực thấp, thời gian thở vào ngắn nhằm nỗ lực giảm thiểu các tác dụng của thông khí trên hồi lưu tĩnh mạch phổi và cung lượng tim.
b. Thở máy dao động tần số cao (HFOV) thường có ích trong điều trị những bệnh nhân bị TAPSS kết hợp với bệnh nhu mô phổi nặng. Người ta cũng đã chứng minh thở máy dao động tần số cao là phương tiện hiệu quả nhất để cung cấp oxide nitric dạng hít (iNO) cho những bệnh nhân bi TAPSS biến chứng của bệnh nhu mô.
C. iNO Oxide Nitric (NO) được các tế bào nội mô tạo ra. NO hoặc do các tế bào nội mô phổi tạo ra hoặc cung cấp qua các dây máy thở lan tỏa đến các tế bào cơ trơn, tăng guanosine monophosphate vòng (cGMP), giãn cơ trơn mạch máu và gây giãn mạch máu phổi. Trong hệ thống tuần hoàn, NO được gắn với hemoglobin và bị bất hoạt về mặt sinh học, do đó, iNO ít gây giãn mạch toàn thân hay hạ huyết áp. iNO được chỉ định trong thông khí quy ước hoặc tần số cao với liều từ 5 đến 20 phần triệu (ppm) gây giãn mạch phổi nhưng không giãn mạch toàn thân và như vậy giảm chọn lọc sự đề kháng mạch máu phổi. Methemoglobin là ngộ độc nặng khi điều trị iNO, do đó cần phải theo dõi nồng độ methemoglobin hằng ngày ở những bệnh nhân được điều trị iNO. Một biến chứng khác là tình trạng giảm oxy máu dội lại xảy ra khi giảm liều iNO quá nhanh. Vì lý do này, iNO phải được giảm liều rất từ từ và không được ngừng hoàn toàn cho đến khi tình trạng oxy hóa đầy đủ có thể được duy trì với liều iNO 1 ppm. Bởi vì không phải tất cả các bệnh nhân bị TAPSS đáp ứng với iNO và một số có thể nặng lên nhanh chóng, chúng tôi khuyến cáo điều trị những bệnh nhân nặng bị TAPSS ở một trung tâm vừa có iNO vừa có ECMO sẵn sàng.
iNO hiệu quả nhất khi được chỉ định sau khi các phế nang hồi phục đầy đủ. Điều này có thể được hoàn thành trong những bệnh nhân bị TAPSS bị bệnh phổi lan tỏa được sử dụng đồng thời thở máy dao động tần số cao (HFOV) và/hoặc điều trị surfactant.
D. ECMO. Điều trị ECMO thường cứu sống những bệnh nhân bị TAPSS thất bại với điều trị quy ước và/hoặc điều trị iNO. Trong số những bệnh nhân đủ tháng hoặc gần đủ tháng đáp ứng tiêu chuẩn ECMO (chênh áp oxy phế nang-động mạch [AaDo2] >600 hoặc chỉ số oxy [OI] >30 trong hai kết quả khí máu cách nhau  ≥ 30 phút), cả hai iNO và HFOV dường như giảm nhu cầu điều trị ECMO. Do đó, nếu tình trạng lâm sàng bệnh nhân cho phép, thử điều trị HFOV và/hoặc iNO có thể chứng minh hữu ích trước khi bắt đầu ECMO.
E. Thuốc an thần và giảm đau. Do sự giải phóng catecholamine hoạt hóa các receptor -adrenergic, do đó có khả năng tăng sự đề kháng mạch máu phổi, thuốc giảm đau narcotic phong tỏa phản ứng stress, chẳng hạn chuyền tĩnh mạch fentanyl (2 đến 5 µg/kg/giờ), là một điều trị hỗ trợ có ích. Trong những trường hợp hiếm, chúng tôi sử dụng các chất phong tỏa thần kinh cơ pancuronium (0,1 mg/kg/liều, mỗi 1-4 giờ khi cần) để đạt mục đích giãn cơ và đồng bộ hoàn toàn nhịp thở của bệnh nhân với thông khí cơ học.
F. Kiềm chuyển hóa. Điều chỉnh tình trạng nhiễm toan quan trọng chỉ đứng hàng thứ hai sau điều chỉnh tình trạng oxy hóa trong điều trị TAPSS. Nhiễm kiềm, đúng hơn là giảm dioxide carbon máu, là kích thích sinh lý giảm giảm sự đề kháng mạch máu phổi. Có thể đạt được nhiễm kiềm bằng cách tăng thông khí nhẹ và/hoặc sử dụng thận trọng điều trị chuyển hóa bằng bicarbonate natri có sự thận trọng đến tình trạng quá tải natri kết hợp. Trong các bệnh nhân bị TAPSS, chúng tôi khuyến cáo duy trì pH từ 7,35 đến 7,45.
G. Hỗ trợ huyết động. Cần thiết có cung lượng tim tốt nhất để đạt được tối đa sự oxy hóa và nồng độ oxy tĩnh mạch trộn. Trong thời gian ngắn, có thể đạt được điều này bằng cách tối ưu huyết áp toàn thân khắc phục sự đề kháng mạch máu phổi tăng, giảm hiệu quả hoặc loại trừ shunt huyết động phải-trái. Vì nhiều bệnh nhân bị TAPSS có sự đề kháng mạch máu phổi bằng hoặc gần bằng huyết áp toàn thân bình thường, mục tiêu điều trị hợp lý đầu tiên là nâng huyết áp toàn thân lên mức 50 đến 75 mm Hg (tâm thu) và 45 đến 55 mm Hg (trung bình).
H. Điều chỉnh các bất thường chuyển hóa. Các bất thường sinh hóa có thể góp phần shunt phải-trái do tổn thương chức năng tim. Điều chỉnh hạ đường máu và hạ calci máu quan trọng trong điều trị những bệnh nhân bị TAPSS để cung cấp các chất nền đầy đủ cho chức năng tim vá các phản ứng thích hợp đối với các thuốc co bóp cơ tim.
I. Điều chỉnh đa hồng cầu. Tăng độ nhớt, kết hợp với đa hồng cầu, tăng sự đề kháng mạch máu phổi và kết hợp sự giải phóng các chất co mạch thông qua sự hoạt hóa tiểu cầu. Nên xem xét thay máu một phần để làm giảm hematocrit xuống 50 đến 55% ở bệnh nhân bị TAPSS có hematocrit trung tâm vượt 65%.
J. Các thuốc hỗ trợ. Điều trị bằng thuốc nhằm các mục đích đồng thời làm tối ưu cung lượng tim, tăng huyết áp toàn thân và làm giảm sự đề kháng mạch máu phổi. Cần nghĩ đến các chẩn đoán phối hợp và phân biệt và sinh bệnh học đã biết và giả thuyết của shunt phải-trái có thể chứng minh hữu hiệu trong việc chọn loại thuốc tốt nhất hoặc kết hợp các loại thuốc đối với từng bệnh nhân cụ thể.
1. Dopamine thường được sử dụng với liều vừa phải (3 đến 5 µg/kg/phút) đến liều cao (6 đến 30 µg/kg/phút) để hỗ trợ huyết áp toàn thân và cải thiện cung lượng tim bằng phương tiện kích thích receptor - và β-adrenergic. Dopamine với liều thấp (1 đến 2 µg/kg/phút) cũng cho lợi ích tăng lưu lượng máu qua thận và mạc treo. Dobutamine, một catecholamine tổng hợp có cấu trúc hóa học tương tự cấu trúc của isoproterenol, có tác dụng tăng co bóp tim hơn là tác dụng điều nhịp trên tim thông qua kích thích β1-adrenergic. Dopamine có thể tăng sự đề kháng mạch máu phổi, thông qua các tác dụng -adrenergic, đặc biệt khi chuyền tốc độ cao hơn (> 10 µg/kg/phút).
2. Epinephrine (0,03 đến 0,1 µg/kg/phút) kích thích cả hai receptor - và β-adrenergic; do đó, thuốc ban đầu có ích trong việc tăng huyết áp toàn thân thông qua tăng cung lượng tim và co mạch ngoại vi đáng kể. Người ta khuyên cần phải thận trọng trong việc sử dụng chuyền dịch epinephrine vì sự kích thích receptor -adrenergic phổi có thể gây co mạch phổi và tăng sự đề kháng mạch máu phổi và sự tưới oxy đến các cơ quan khác (ví dụ: thận và mạc treo) có thể bị giảm.
3. Hiện tại, các dữ liệu không đủ để ủng hộ sử dụng các loại thuốc đề nghị khác cho TAPSS, bao gồm sidenafil, adenosine, sulfate magnesium, các thuốc chẹn kênh calci, prostacyclin dạng hít, ethyl nitrite dạng hít và tolazoline dạng hít và dạng tiêm tĩnh mạch.

## Những hậu quả sau giai đoạn sơ sinh của bệnh nhi TAPSS
Hiệu lực kết hợp của iNO và ECMO đã đưa đến giảm tỷ lệ tử vong kết hợp với TAPSS từ 25 % đến 50 % xuống còn 10 % đến 15 %. Những bệnh nhân bị TAPSS sống sót vẫn còn nhiều nguy cơ bị di chứng nội khoa và phát triển thần kinh. Các thử nghiệm lâm sàng có đối chứng đã chứng minh rằng nguy cơ của di chứng bệnh tật không bị ảnh hưởng bởi các phương pháp điều trị TAPSS đặc hiệu. Những bệnh nhân bị TAPSS khoảng 20 % có nguy cơ nhập viện lại trong vòng 1 năm sau khi ra viện và có từ 20 % đến 46 % nguy cơ bị tổn thương thính lực, phát triển thần kinh và nhận thức.

## THAM KHẢO
Linda J. Van Marter. Persistent pulmonary hypertension of the newborn. John P. Cloherty, Eric C. Elchenwald, Ann R. Stark. Manual of Neonatal Care. Wolters Kluwer. Lippincott William & Wilkins. 2008. pp 358-364.